# 해남 윤씨 가전 고화첩 일괄
해남 윤씨 가전 고화첩 일괄(海南 尹氏 家傳 古畵帖 一括)은 조선 후기의 선비 화가인 윤두서(1668∼1715)의 서화첩 등이다. 1968년 12월 19일 대한민국의 보물 제481호로 지정되었다.

## 개요
해남 윤씨 가전 고화첩 일괄(海南 尹氏 家傳 古畵帖 一括)은 조선 후기의 선비 화가인 윤두서(1668∼1715)의 서화첩 등이다. 윤두서는 정선·심사정과 더불어 조선 후기의 3대 화가이며 예리한 관찰력과 뛰어난 필력으로 말그림과 인물화를 잘 그렸다.
서화첩은 '자화상'과 '송하처사도',『윤씨가보』와『가전보회』라 쓰여진 화첩 2권과『가전유묵』이라고 꾸며진 서첩 3권 등이다. 화첩 1권은 선면(헝겊이나 종이를 바른 부채의 겉면) 그림을 모아 놓은 것으로 숙종 30년(1704)∼숙종 34년(1708) 사이에 그려진 것이다. 다른 1권은 크기가 다양하며 내용도 산수화·인물화·풍속화 등 여러 종류가 있다. 윤두서가 잘 그렸다는 말그림은 '백마도'와 목기를 깍는 장면을 그린 '선차도', 나물캐는 여인을 그린 '채애도'등이 있으며 다수의 미완성 그림들도 수록되어 있다. '백마도'는 말이 비대하면서도 단단해 보이며 뒷다리를 살짝 들어올리는 모습으로 생동감을 보여 준다.
윤두서의 풍속화는 후에 김홍도의 풍속화에도 영향을 주었을 것으로 보이며 이 화첩은 선비화가였던 윤두서의 다양한 회화세계와 그림솜씨를 보여주는 중요한 자료이다. 또한 그의 실학자적인 면도 엿볼 수 있는 것으로 매우 가치 있는 작품이다.

## 세부 목록
| 번호    | 사진 | 명칭                                                                  | 소재지                                   | 관리자 (단체)     | 지정일                | 참조 |
| 481-1호 |      | 해남윤씨가전고화첩 - 윤씨가보 (海南尹氏家傳古畵帖 - 尹氏家寶)         | 전남 해남군 해남읍 녹우당길 135 (연동리) | 고산 윤선도전시관 | 1968년 12월 19일 지정 |      |
| 481-2호 |      | 해남윤씨가전고화첩 - 가전보회 (海南尹氏家傳古畵帖 - 家傳寶繒)         | 전남 해남군 해남읍 녹우당길 135 (연동리) | 고산 윤선도도서관 | 1968년 12월 19일 지정 |      |
| 481-3호 |      | 해남윤씨가전고화첩 - 동국여지지도 (海南尹氏家傳古畵帖 - 東國與地之圖) | 전남 해남군 해남읍 녹우당길 135 (연동리) | 고산 윤선도전시관 | 1968년 12월 19일 지정 |      |
| 481-4호 |      | 해남윤씨가전고화첩 - 일본여도 (海南尹氏家傳古畵帖 - 日本與圖)         | 전남 해남군 해남읍 녹우당길 135 (연동리) | 고산 윤선도전시관 | 1968년 12월 19일 지정 |      |

## 같이 보기
- 윤두서

## 참고 자료
- 해남 윤씨 가전 고화첩 일괄 - 국가유산청 국가유산포털